# Myslkovice

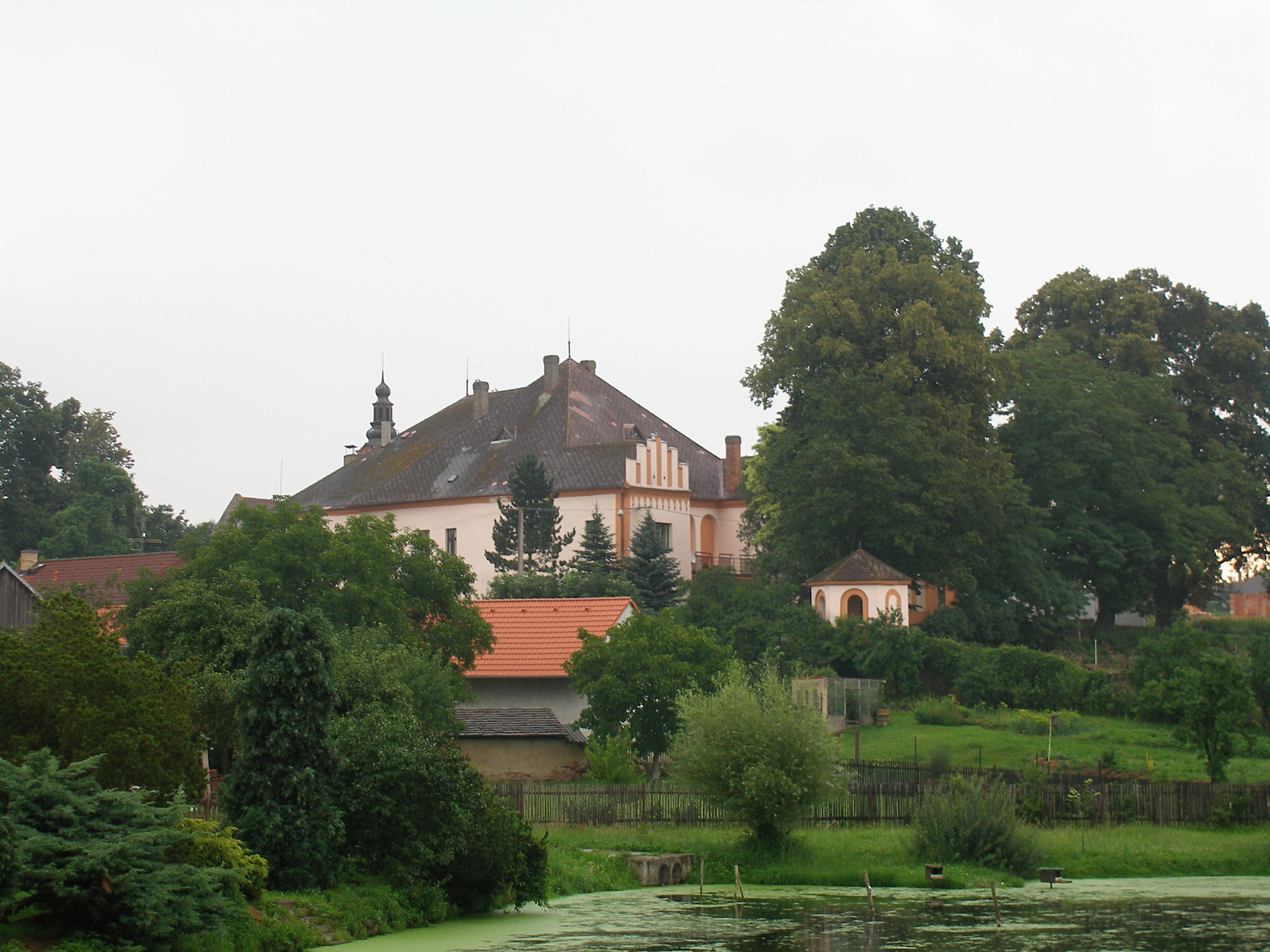
Das Schloss in Myslkovice

Myslkovice (deutsch Miskowitz) ist eine Gemeinde im Bezirk Okres Tábor in der südböhmischen Region Jihočeský kraj. Erwähnt wurde sie zum ersten Mal 1367.

## Geschichte
Die Gemeinde gehörte früher Oldřich a Jeniš aus Roudná, 1415 erwarb sie der Ritter Boček. 1653 lebten im Dorf 16 Bauern. 1866 wurde die Gemeinde durch das Heer von Preußen besetzt. 1877 erwarb die Herrschaft Graf Wratislav aus Mitrovic bei Dírná. 1948 wurde sein Eigentum verstaatlicht, nach 1989 dann zurückgegeben.

## Jüdische Bevölkerung
Aus dem Jahr 1706 gibt es eine schriftliche Erwähnung über die jüdische Bevölkerung, wonach sie hier schon vor 1650 ansässig war. Zuerst nur wenige Familien, 1850 waren es jedoch bereits 65 Familien mit 474 Personen, die 55 Prozent der Bevölkerung ausmachten. Danach sank die jüdische Bevölkerung wieder bis auf zwei Personen 1930.

## Sehenswürdigkeiten
- Synagoge

erbaut um 1770, sie wurde bis 1931 verwendet, danach blieb sie ungenutzt und wurde 1963 abgerissen.
- Jüdisches Viertel

Aus dem Ende des 17. Jahrhunderts. Das Ghetto befand sich zuerst um den Dorfteich herum, später, im westlichen Teil des Dorfes.
- Jüdische Schule

Sie ist bereits 1730 belegt, später in das Ghetto verlegt.
- Jüdischer Friedhof

Angelegt schon vor 1750, mit etwa 180 Grabsteinen.
- Schloss

Zuerst eine Festung, 1966 bis 1703 zum Schloss umgebaut.